# MonoMaster
MonoMaster（モノマスター）は、宝島社が発売している男性向け月刊ライフスタイル雑誌である。

## 概要
2018年創刊、シニア向けモノ・ライフスタイル雑誌として産声を上げる。2022年後半から隔月刊発行になり、付録アイテムに『燻製器』、『コーヒーミル』、『保温保冷ボトル』、『折りたたみチェア』、『ロールアイスメーカー』などが登場し、その独自路線で話題になる。特集もアウトドア、コーヒー、鉄道の旅、自分時間の過ごし方、趣味と道具、無印良品、カルディコーヒーファームなど、生活が楽しくなるプレミアムな情報が掲載されている。